# Міжвідомча робоча група з боротьби проти нових інфекційних захворювань
Міжвідомча робоча група з боротьби проти нових інфекційних захворювань (англ. Inter-Agency Task Force for the Management of Emerging Infectious Diseases) — це робоча група, організована виконавчою владою Філіппін для реагування на події, пов'язані з появою інфекційних захворювань у країні.

## Історія
Міжвідомча робоча група з боротьби проти нових інфекційних захворювань була створена виконавчим наказом № 168, виданим президентом Беніньо Акіно III у 2014 році. Вона була організована як урядовий інструмент для оцінки, моніторингу, стримування, контролю та запобігання поширенню будь-якої потенційної епідемії на Філіппінах.

## Повноваження
Міжвідомча робоча група з боротьби з новими інфекційними захворюваннями працює в режимі міжсекторальної співпраці для забезпечення готовності та забезпечення ефективної реакції уряду для оцінки, моніторингу, стримування, контролю та запобігання поширенню будь-якої потенційної епідемії на Філіппінах.

### Пандемія COVID-19
Міжвідомча робоча група з боротьби проти нових інфекційних захворювань зібралася в січні 2020 року для вирішення проблеми поширення спалаху коронавірусу в китайському місті Ухані. Робоча група прийняли рішення контролювати поширення нового вірусу, який на той час був відомий як «новий коронавірус 2019 року» (2019-nCoV) і згодом перейменований на «коронавірус тяжкого гострого респіраторного синдрому-2» (SARS-CoV-2)), тобто вірус, який спричинює COVID-19. 9 березня 2020 року президент Родріго Дутерте скликав робочу групу на тлі зростання кількості випадків COVID-19 на Філіппінах.
25 березня 2020 року Міжвідомча робоча група з боротьби проти нових інфекційних захворювань оприлюднила Національний план дій щодо уповільнення поширення COVID-19. Національний план дій було створено для ефективного впровадження та децентралізації системи боротьби з епідемією COVID-19. Крім того, міжвідомча група створила Національну оперативну групу проти COVID-19 на чолі з міністром національної оборони Дельфіном Лоренцаною, який відповідав за оперативне командування. У той же час міжвідомча робоча група стала «операційним органом, що визначає політику», тоді як Національне командування з питань надзвичайних ситуацій керувало щоденними проблемами та операціями.
Була створена оперативна група під назвою «Joint Task Force COVID-19 Shield» (JTF-CV Shield), призначена для забезпечення дотримання карантинних протоколів на прикордонних контрольно-пропускних пунктах і вулицях, а також для підтримки миру, порядку та безпеки по всій країні, щоб допомогти контролювати поширення COVID-19. Оперативна група складалася з Філіппінської національної поліції (PNP), Збройних сил Філіппін (AFP), Філіппінської берегової охорони (PCG), Бюро пожежної охорони (BFP) і Баранґайських танодів (офіцерів поліції баранґаїв).
Щоб мати можливість реагувати на більш локальні проблеми та проблеми, у відповідних регіонах було організовано регіональні міжвідомчі робочі групи. Органи місцевого самоврядування (LGU) у провінціях, містах, муніципалітетах і баранґаях були організовані місцеві міжвідомчі робочі групи під головуванням місцевих керівників і капітанів/голів баранґаїв.

## Склад
Міжвідомча робоча група з боротьби проти нових інфекційних захворювань складається з таких виконавчих органів і агенцій:
- Голова: Міністерство охорони здоров'я
- Співголова: Міністерство внутрішніх справ та місцевого самоврядування
- Члени
  - Міністерство сільського господарства
  - Міністерство бюджету та управління
  - Міністерство освіти
  - Міністерство фінансів
  - Міністерство закордонних справ
  - Міністерство інформаційно-комунікаційних технологій
  - Міністерство юстиції
  - Міністерство праці та зайнятості
  - Управління з трудових мігрантів
  - Міністерство національної оборони
  - Управління благоустрою та автомобільних доріг
  - Міністерство науки і техніки
  - Міністерство соціального забезпечення та розвитку
  - Міністерство туризму
  - Міністерство торгівлі та промисловості
  - Міністерство транспорту
  - Кабінет відповідального секретаря
  - Служба комунікації президента
  - Адміністрація президента
  - Офіс помічника президента з особливих справ
  - Комісія з питань вищої освіти
  - Управління технічної освіти та підвищення кваліфікації
  - Національне управління економіки та розвитку
  - Офіс головного юрисконсульта президента
  - Комісія державної служби
  - Рада національної безпеки

Об'єднана оперативна група «COVID-19 Shield» складається з наступних служб, які забезпечуватимуть суворе дотримання вказівок/протоколів Міжвідомчої робочої групи.
- Головне агентство: Національна поліція Філіппін
- Учасники:
  - Збройні сили Філіппін
  - Бюро пожежної охорони
  - Берегова охорона Філіппін
  - Усі органи місцевого самоврядування

## Судові позови
Резолюції, видані Міжвідомчою робочою групою з боротьби проти нових інфекційних захворювань у зв'язку з пандемією COVID-19, були предметом петицій, окремо поданих у 2022 році Хосе Монтемайором-молодшим, Ніканором Перласом III та «Організацією пасажирів і перевізників (Pasahero) Inc». Автори петиції поставили під сумнів конституційності директив, виданих міжвідомчою робочою групою, а також урядовими установами та органами місцевого самоврядування, зокрема міста Макаті, стверджуючи, що вони порушують право на життя та свободу без належної судової процедури, перешкоджають праву на подорожі та є дискримінаційними щодо невакцинованих.
11 липня 2023 року Верховний суд Філіппін одноголосно відхилив ці петиції, які були об'єднані, тим самим підтвердивши конституційність положень.